# Acqua & Sapone-Adria Mobil 2005
Questa voce raccoglie le informazioni riguardanti l'Acqua & Sapone-Adria Mobil nelle competizioni ufficiali della stagione 2005.

## Stagione
La squadra partecipò durante la stagione alle gare del circuito UCI Europe Tour.

## Organico

### Staff tecnico
GM=General manager; DS=Direttore sportivo.
|  | Naz.              | Ruolo | Sportivo            |  |  |  |
|  | ----------------- | ----- | ------------------- |  |  |  |
|  | Italia (bandiera) | GM    | Palmiro Masciarelli |  |  |  |
|  | Italia (bandiera) | DS    | Franco Gini         |  |  |  |
|  | Italia (bandiera) | DS    | Enrico Paolini      |  |  |  |

### Rosa
|  | Naz.                 |  | Sportivo              | Anno |  |  |
|  | -------------------- |  | --------------------- | ---- |  |  |
|  | Italia (bandiera)    |  | Santo Anzaà           | 1980 |  |  |
|  | Russia (bandiera)    |  | Aleksandr Arekeev     | 1982 |  |  |
|  | Italia (bandiera)    |  | Claudio Astolfi       | 1978 |  |  |
|  | Italia (bandiera)    |  | Gabriele Balducci     | 1975 |  |  |
|  | Italia (bandiera)    |  | Denis Bertolini       | 1977 |  |  |
|  | Italia (bandiera)    |  | Antonio Bucciero      | 1982 |  |  |
|  | Italia (bandiera)    |  | Marco Cellini         | 1985 |  |  |
|  | Italia (bandiera)    |  | Crescenzo D'Amore     | 1979 |  |  |
|  | Italia (bandiera)    |  | Alessandro D'Andrea   | 1978 |  |  |
|  | Italia (bandiera)    |  | Francesco Di Paolo    | 1982 |  |  |
|  | Italia (bandiera)    |  | Alessandro Donati     | 1979 |  |  |
|  | Italia (bandiera)    |  | Andrea Ferrigato      | 1969 |  |  |
|  | Slovenia (bandiera)  |  | Jure Golčer           | 1977 |  |  |
|  | Danimarca (bandiera) |  | Bo Hamburger          | 1970 |  |  |
|  | Ucraina (bandiera)   |  | Valery Kobzarenko     | 1977 |  |  |
|  | Italia (bandiera)    |  | Ruggero Marzoli       | 1976 |  |  |
|  | Italia (bandiera)    |  | Andrea Masciarelli    | 1982 |  |  |
|  | Italia (bandiera)    |  | Francesco Masciarelli | 1986 |  |  |
|  | Italia (bandiera)    |  | Simone Masciarelli    | 1980 |  |  |
|  | Italia (bandiera)    |  | Leonardo Moser        | 1984 |  |  |
|  | Italia (bandiera)    |  | Rinaldo Nocentini     | 1977 |  |  |
|  | Italia (bandiera)    |  | Giuseppe Palumbo      | 1975 |  |  |
|  | Italia (bandiera)    |  | Mariano Piccoli       | 1970 |  |  |
|  | Ucraina (bandiera)   |  | Kyrylo Pospyeyev      | 1975 |  |  |
|  | Italia (bandiera)    |  | Andrea Rossi          | 1979 |  |  |
|  | Rep. Ceca (bandiera) |  | Ondřej Sosenka        | 1975 |  |  |
|  | Slovenia (bandiera)  |  | Jure Zrimsek          | 1982 |  |  |

## Palmarès

### Corse a tappe
- Giro di Slovenia

1ª tappa (Ruggero Marzoli)
- Giro del Belgio

3ª tappa, parte b (Ondrej Sosenka)
- Uniqa Classic

Prologo (Ondrej Sosenka)

### Corse in linea
- Trofeo Matteotti (Ruggero Marzoli)
- Subida al Naranco (Rinaldo Nocentini)
- Chrono des Herbiers (Rinaldo Nocentini)
- Duo Normand (Ondrej Sosenka)

### Campionati nazionali
- Campionato ceco: 2

In linea (Ondrej Sosenka)
Cronometro (Ondrej Sosenka)

## Classifiche UCI

### UCI Europe Tour
Individuale
Piazzamenti dei corridori dell'Acqua & Sapone-Adria Mobil nella classifica dell'UCI Europe Tour 2005.
| Pos. | Ciclista           | Punti |
| ---- | ------------------ | ----- |
| 4    | Ruggero Marzoli    | 456   |
| 21   | Rinaldo Nocentini  | 285   |
| 198  | Santo Anzà         | 85    |
| 208  | Ondřej Sosenka     | 82    |
| 305  | Giuseppe Palumbo   | 60    |
| 462  | Gabriele Balducci  | 38    |
| 462  | Crescenzo D'Amore  | 38    |
| 495  | Jure Golčer        | 33    |
| 505  | Jure Zrimsek       | 32    |
| 556  | Alexander Arekeev  | 29    |
| 746  | Denis Bertolini    | 15    |
| 930  | Andrea Masciarelli | 9     |
| 940  | Valery Kobzarenko  | 8     |
| 1059 | Bo Hamburger       | 6     |
| 1282 | Kyrylo Pospyeyev   | 2     |

Squadra
L'Acqua & Sapone chiuse in dodicesima posizione con 1077 punti.